# Odd Lundberg
Odd Lundberg (n. 3 octombrie 1917, Brandbu⁠(d), Oppland, Norvegia – d. 7 martie 1983, Oslo, Norvegia) a fost un patinator de viteză ce a reprezentat Norvegia, medaliat olimpic. A participat la o ediție a Jocurilor Olimpice (1948) în care a câștigat o medalie de argint și o medalie de bronz.